# Deutscher Kunstverlag
 (juin 2023).
Deutscher Kunstverlag (DKV) est un éditeur allemand de livres d'art basé à Berlin et Munich. Il se concentre sur l'histoire de l'art et de la culture, l'architecture et la préservation des monuments.

## Histoire
La maison d'édition est fondée le 1er juillet 1921 à Berlin, à l'instigation du ministère prussien de la Culture, par une série d'associés de renom, issus du monde de l'édition allemande : les maisons d'édition Insel, EA Seemann, Deutsche Verlags-Anstalt, Julius Hoffmann Verlag (de), G. Grote (de), Julius Bard et Walter de Gruyter ainsi que la Bankhaus Delbrück-Schickler & Co. L'objectif de la maison d'édition est de gérer et de commercialiser les riches collections de l'Institut prussien d'images de mesure (de), rebaptisé « Office d'État de l'image de Berlin ». Le siège de la maison d'édition se trouve au 69 de la Wilhelmstraße, dans le bâtiment du ministère de la Culture. Les premiers directeurs généraux sont Burkhard Meier (de) (1885–1946) et Gerhardt Lüdtke. La maison d'édition comprend également la librairie et la boutique d'art "Buch und Kunst", qui se trouve dans le même bâtiment.
En 1924, la maison d'édition Walter de Gruyter reprend toutes les parts de la maison d'édition, dont le siège est transféré le 1er octobre 1934 au 13 Genthiner Straße, siège de la maison d'édition de Gruyter. En 1939, de Gruyter se sépare de la Deutscher Kunstverlag, qui devient la propriété de Burkhard Meier et de sa femme Ellen, une fille de Walter de Gruyter. À la fin de la Seconde Guerre mondiale, l'ensemble des fonds de la maison d'édition disparaît. Meier obtient une licence d'édition américaine le 3 octobre 1945, mais meurt peu après. Ernst Hermann (1898-1984), collaborateur de la maison d'édition depuis 1925, reprend la direction de la maison d'édition et obtient une licence américaine le 25 mai 1946. En 1948, la maison d'édition est transformée en une société à responsabilité limitée basée à Munich et à Berlin, Ellen Burkhard-Meier et Ernst Hermann devenant associés. Le siège de la maison d'édition se trouve à Munich, Kurfürstenstraße 7/IV, à partir de 1949 Arcisstraße (de) 10 ; à partir de 1950 Rondell Neuwittelsbach 8. En 1960, le fils Michael Meier (de) (1925-2015) entrd dans la maison d'édition, celui-ci devient gérant en 1961 et associé en 1971. En 1964, le siège de la maison d'édition est transféré à Vohburger Straße 1. En 1991, la maison d'édition est vendue au Hirmer Verlag (de).
Dans les années 1990 et au début du XXIe siècle, la maison d'édition connaît de fréquents changements de propriété. Au début de l'année 2007, Gabriele Miller acquit la Deutsches Kunstverlag en tant qu'actionnaire unique. Le siège de la maison d'édition est de nouveau transféré à Berlin. En octobre 2010, la fille de l'associée principale, Stephanie Ecker, reprend la direction commerciale de la maison d'édition. En janvier 2011, elle devient coassociée gérante de Deutsche Kunstverlag GmbH avec Gabriela Wachter, propriétaire de Parthas Verlag.
Depuis 2018, le Deutsche Kunstverlag est une maison d'édition indépendante sous l'égide de la maison d'édition scientifique De Gruyter. Dans les domaines de programme habituels, la maison d'édition renforce sa présence et crée les structures pour la publication numérique. En dialogue avec les éditeurs, les scientifiques, les musées et les fondations, des concepts innovants sont développés, qui garantissent à la fois la qualité habituelle du contenu et de la présentation, tout en étant adaptés aux exigences actuelles des auteurs et des libraires.

## Programme
C'est dans les années 1920 que sont apparues pour la première fois certaines des collections de livres qui définissent encore aujourd'hui le profil de la maison d'édition, d'autres sont venues s'ajouter au fil des années. Outre les publications scientifiques, ce sont surtout les livres d'art et les catalogues d'exposition qui constituent le programme de la maison d'édition.
Depuis sa création, la maison d'édition est liée à la topographie artistique. La série la plus importante est le Handbuch der Deutschen Kunstdenkmäler, fondé par Georg Dehio, en abrégé Dehio. Cette série de livres est gérée par la maison d'édition depuis 1929.
Les guides d'art comptent parmi les publications les plus connues de la maison d'édition. La série Deutsche Lande Deutsche Kunst (de) est publiée de 1925 à 1987, et la série Deutsche Dome de 1927 à 1942. La série DKV-Kunstführer (créée en 1943 comme Führer zu großen Baudenkmälern, depuis 1945 Große Baudenkmäler (de), depuis 1999 sous le titre DKV-Kunstführer (de)) comprend des publications individuelles sous forme de brochures, disponibles principalement comme matériel d'information sur place, dans les monuments. Les guides de musées et les cartes postales artistiques sur les musées, les collections et les monuments d'art font également partie du programme de la maison d'édition. La série Deutsche Lande - Deutsche Kunst, créée en 1925, est arrêtée en 1987. La série Bildhandbuch der Kunstdenkmäler (de), fondée en 1958 et dont 49 volumes sont publiés, est également arrêtée dans les années 1990. L'autre série DKV-Bildhandbuch ne dépasse pas les six volumes publiés entre 1988 et 1992.
- Collections
  - Kunstwissenschaftlichen Studien (depuis 1929)
  - Karl Friedrich Schinkel Lebenswerk (de) (depuis 1939)
  - Münchener Ägyptologische Studien (1962-1988)
  - Forschungen zu Burgen und Schlössern, publié par la Société de la Wartburg pour l'étude des châteaux forts et des châteaux (1994–2010)
  - Rudolstädter Forschungen zur Residenzkultur (1998–2008)
  - Passages/Passagen (depuis 1999) et Passerelles (depuis 2002) du Centre allemand d'histoire de l'art à Paris
  - Aachener Bibliothek. Schriftenreihe des Lehrstuhls Kunstgeschichte an der RWTH Aachen (depuis 2000)
  - Italienische Forschungen des Kunsthistorischen Instituts in Florenz (de) (depuis 2001)
  - Münchener Universitätsschriften des Instituts für Kunstgeschichte de l'Université de Munich (2001-2010)
  - Kunstdenkmäler-Inventare (Bade, Bade-Wurtemberg, Bavière, Brandebourg, Hesse, Basse-Saxe, Rhénanie-Palatinat, Schleswig-Holstein)
- Revues scientifiques
  - Die Denkmalpflege (de) (depuis 1934)
  - Zeitschrift für Kunstgeschichte (de) (depuis 1940)
  - Niederdeutsche Beiträge zur Kunstgeschichte (1961–2006)
  - Jahrbuch der Staatlichen Kunstsammlungen in Baden-Württemberg (depuis 1964)
  - Jahrbuch der Bayerischen Denkmalpflege (depuis 1971)
  - architectura. Zeitschrift für Geschichte der Baukuns (depuis 1971)

La série Weltkunst Antiquitäten-Führer (depuis 1995) et les titres à succès Kunst & Krempel, 3 volumes pour l'émission télévisée de la radio bavaroise du même nom (1997-2001), servent d'ouvrages de référence pour les collectionneurs et les amateurs.